# MBC TV
MBC TV ist ein Fernsehsender des teilprivaten Rundfunksenders Munhwa Broadcasting Corporation (MBC), der terrestrisch die Sudogwon-Region (Hauptstadt-Region um Seoul, Incheon, Gyeonggi-do und Teile von Chungcheong-do sowie Gangwon-do) versorgt, während für die restlichen Gebiete 16 lokale Sendestationen verantwortlich sind. Die erste Ausstrahlung einer Sendung erfolgte am 8. August 1969.